# Avenue Sainte-Croix
L'avenue Sainte-Croix est une voie de Montréal. 

## Situation et accès
D'orientation nord-sud, cette avenue est située dans l'arrondissement de Saint-Laurent.
L'avenue Sainte-Croix est le point d'accès pour deux Cégeps de la région, un francophone (Saint-Laurent) et l'autre anglophone (Vanier).
Entre le chemin de la Côte-de-Liesse et le boulevard de la Côte-Vertu, elle est une rue importante de l'arrondissement. Au nord de Côte-Vertu, elle est une petite rue résidentielle ; le trafic étant détourné sur l'avenue O'Brien.

## Origine du nom

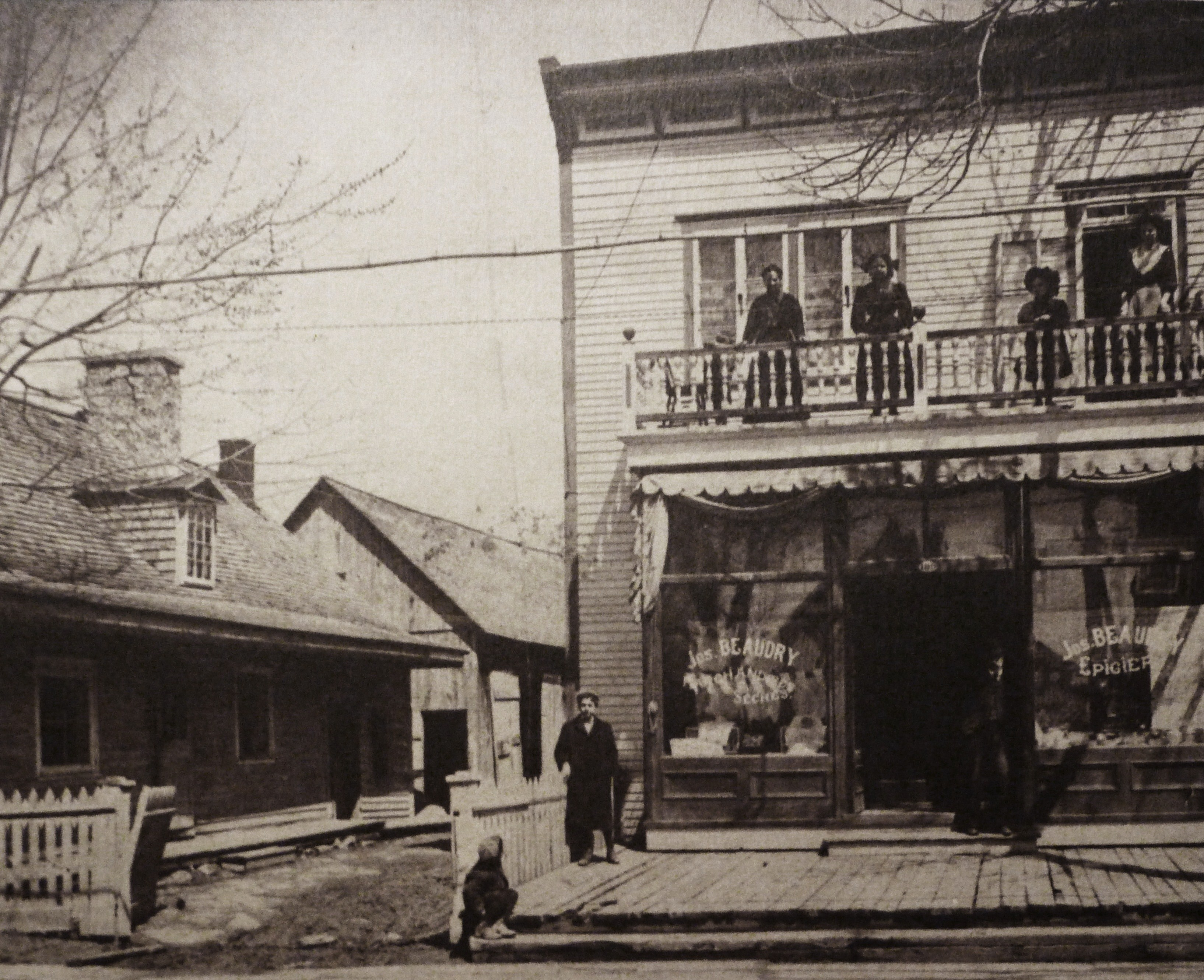
Sainte-Croix vers 1910

Le nom de l'avenue rappelle l'histoire d'une communauté religieuse active à Saint-Laurent. Le Répertoire historique des toponymes montréalais précise :

« La Congrégation de Sainte-Croix est établie à Saint-Laurent en 1847. Le berceau de cette Société est la paroisse Sainte-Croix près de Mans en France et Basile Moreau en est le fondateur. La congrégation est née en 1837 de la fusion d'une société de prêtres-auxiliaires voués aux missions paroissiales et de la Congrégation des frères de Saint-Joseph. Puis en 1841, les premières religieuses prennent l'habit et la première supérieure est mère Marie des Sept-Douleurs. Rome ne reconnaîtra la nouvelle congrégation qu'en 1855.
À l'invitation du curé Saint-Germain, un premier groupe composé de quatorze religieux et religieuses arrive à Saint-Laurent. Leur principale tâche y sera l'enseignement. Cependant, les pères de Sainte-Croix exercent aussi un travail sacerdotal au niveau des paroisses du Québec. En 1883, la Congrégation des sœurs de Sainte-Croix obtient l'autonomie de la branche canadienne et la maison-mère de la communauté est située à Saint-Laurent. Le pensionnat de Notre-Dame-des-Anges (Collège Basile-Moreau) est devenu le cégep Vanier et le collège de Saint-Laurent, le cégep de Saint-Laurent »

— Mario Nadon, Un patrimoine à découvrir. Les rues de Saint-Laurent, Répertoire toponymique, Ville de Saint-Laurent, 1993.

## Bâtiments remarquables et lieux de mémoire
- Cégep de Saint-Laurent
  - Musée des métiers d'art du Québec
- Cégep Vanier